# 星域軒

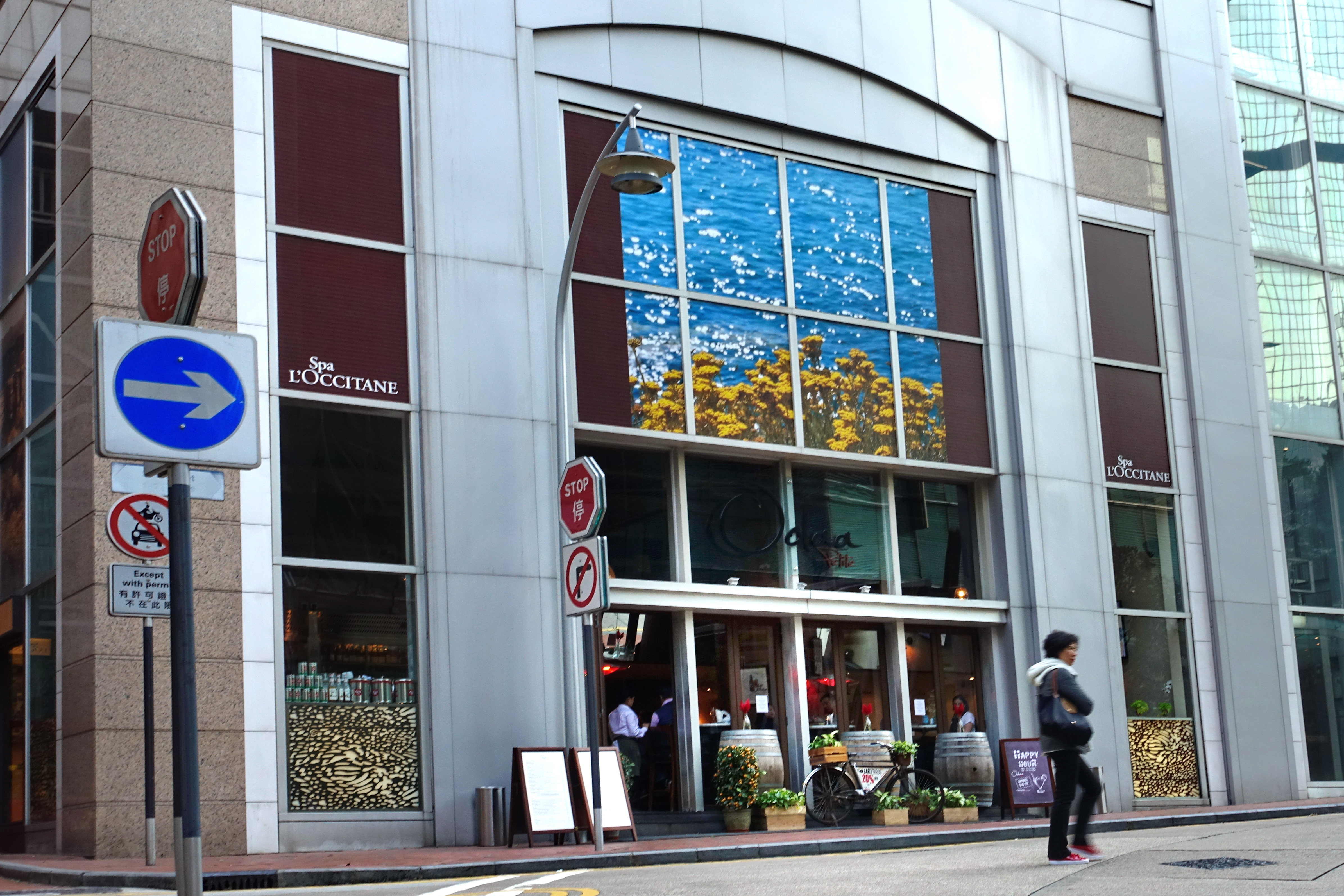
位於星域軒第2座3號舖的Spa L'OCCITANE

星域軒（英語：StarCrest）是香港一個豪華住宅項目，由太古地產於1998至99年發展並以樓花形式發售，座落於灣仔星街與萬茂里交界，鄰近金鐘太古廣場三期，是灣仔區較具名氣及指標性的住宅，亦是地產發展商具代表性的樓盤之一。
項目由兩幢分別30和27層高的住宅大廈組成，附設有戶外泳池、蒸氣浴室、模擬高爾夫球遊戲場、乒乓球房、體操房、健身室及平台花園等設施，總樓面面積約340,000平方呎。樓宇部份共提供329伙，面積由729至1,172平方呎不等；複式單位共有4個，面積約1,902平方呎。座向東北望灣仔，高層單位更坐擁維多利亞港海景；向西南可眺望歌賦山。
發展商於1999年初推出首批單位，平均呎價為5,873港元，至2000年2月再度推售，因已取得滿意紙，可以現樓形式銷售，呎價大幅飊升。樓價於2003年「沙士」和2008年金融海嘯期間略為回軟，現時部份單位呎價已突破20,000港元。

## 鄰近地方
- 太古廣場三期
- 匯星一號
- 聖佛蘭士街（灣仔蘇豪區）
- 香港警察總部
- 正義道軍營

## 交通
星域軒位處香港核心地段，毗連中西區，交通幹線四通八達，駕車往返中區、灣仔只需5分鐘；步行至港鐵金鐘站、灣仔站，或皇后大道東和軒尼詩道乘搭巴士、小巴、電車前往各區亦相當方便。

## 資料來源
- 中原市場焦點07-12-1998 太古星域軒明春開賣 每呎料逾五千元 （页面存档备份，存于）
- 中原市場焦點14-02-2000 星域軒貨尾先到先得 呎價料七千至一萬元 （页面存档备份，存于）
- 《大公報》27-02-2008 星域軒近金鐘呎價逾萬[永久]
- 《蘋果日報》（轉載）05-06-2010 利嘉閣張偉文：灣仔三大升級盤 貴過陽明山莊[永久]
- 領域房地產顧問有限公司 星域軒[]